# Casa Jaume ses Fonts
La casa Jaume ses Fonts o Junyent era un edifici situat als carrers de Montcada, Cremat Gran i de la Princesa (abans de l'Esgrima), del qual se'n conserva una part, catalogada com a bé cultural d'interès local.

## Història
El 1288, el paraire (fabricant de draps de llana) Jaume ses Fonts va comprar la finca a Guillem Dalmau. El 1320, es va obrir a través de la seva propietat un nou carrer entre els de Montcada i de Bonanat Sabater (actualment Flassaders), que es diria de la Parairia Nova o de Jaume ses Fonts. El 1329, aquest ja la havia venut a Bernat Jana, que va ser jurat de la ciutat, i en els fogatges de 1360, 1363 i 1378 hi figurava el mercader i banquer Simó de Puigvert, que va ser administrador del plat de pobres vergonyants de Santa Maria del Mar i va donar nom a l'illa de cases. En el fogatge de 1399 figurava com a propietari Ramon Oliver, que va testament el 1413 i llegà la casa al seu nebot Guillem Oliver. Aquell mateix any, aquest la vengué per 43.450 sous al mercader Joan de Junyent i de Llobera, originari de Solsona i també propietari dels Banys Nous.
Casat en segones noces amb Maria Burgès de Santcliment, filla de Pere Burguès, senyor de la torre Burguesa, a la seva mort el 1430 fou succeït pel seu fill Joan de Junyent i Burguès de Santcliment, mercader i canviador. La seva esposa era Elionor de Gualbes, filla del doctor en drets Bernat de Gualbes, que fou l'únic compromissari català que votà a favor de Ferran d'Antequera en el Compromís de Casp. Elionor va morir el 1451, ja vídua, i fou succeïda pel seu fill Joan Bernat de Junyent i de Gualbes (1435-1466). Va morir sense fills mascles i l'hereu fou el seu germà Pere Joan Berenguer, que va morir el 1494. Amb la seva primera dona, Elionor d'Aguilar i Oliver, va tenir una filla, Beneta Àngela Mateua de Junyent i d'Aguilar que es va casar amb Joan Berenguer d'Aguilar i de Miquel, propietari de la casa del costat, però fou succeït pel seu fill Francesc de Junyent i de Setantí, fruit del seu segons matrimoni amb Elionor de Setantí i Llull.
Aquest es va casar amb Elionor Oliver, i l'hereu fou Francesc de Junyent i Oliver (†1560), casat amb Joana de Guimerà. Fou succeït pel seu fill Pere de Junyent i de Guimerà, que el 1573 es va casar amb Jerònima de Sapila i Coromines i va morir el 1576, deixant com a hereu el seu fill impúber Francesc de Junyent i de Sapila. Senyor de Puigverd, es va casar amb Magdalena de Pons i de Queralt, i fou succeït pel seu fill Francesc de Junyent i de Pons. Aquest es va casar amb Alamanda de Marimon i Roger, filla d'Aleix de Marimon i de Jàfer, vicegeneral governador del Principat. Va morir el 1689, i a l'inventari post mortem descriu la propietat com una botiga amb un portal al carrer de Montcada, «sota les cases grans de Junyent»; una altra botiga amb un portal al carrer Cremat; una casa amb dos portals contigua a aquesta botiga; una altra amb dos portals contigua a l'anterior, i una casa amb un portal a l'altra banda del carrer (on en un inventari anterior s'hi trobaven les latrines). Fou succeït pel seu fill Francesc de Junyent i de Marimon, que el 1691 va obtenir llicència per a fer un balcó de pedra i ferro a la façana del carrer de Montcada. Destacat felipista, el 1705 va rebre el títol de marquès de Castellmeià i va morir el 1707. El seu fill Francesc de Junyent i de Vergós va ser un dels fundadors de l'Acadèmia dels Desconfiats el 1700 i després de la desfeta de l'11 de setembre del 1714 entrà a la ciutat amb el germà Ramon amb l'exèrcit borbònic.
El 1717, la seva mare Anna de Vergós i de Bellafila va establir en emfiteusi la part més oriental de la propietat, que es trobava en estat ruinós pel setge de 1713-1714, a Agnès, vídua del pescador Josep Calvet, i al mestre de cases Joan Vallescà. Anna de Vergós va morir aquell mateix any, i el 1718, el seu fill va establir al sastre Josep Vehils i al fuster Josep Gras la resta de la propietat. Vehils i Gras també van adquirir una casa derruïda al carrer de l'Esgrima per agnició de bona fe del bastaix Jaume Borrás de l'establiment que li havien fet la priora i les monges del convent de les Jerònimes. El 1719, van establir una casa amb un portal al carrer Cremat, que es trobava derruïda i que havien fet reedificar, al pescador Sebastià Ribalta i la seva esposa Mònica.
El gener del 1720, Vehils i Gras van establir una part de la propietat al carrer de l'Esgrima a la vídua Agnès, que l'any següent en va fer agnició de bona fe al pescador Aleix Sauquer i a la seva esposa Esperança, que pagaren 500 lliures a Vallescà i al fuster Magí Monjo per la reconstrucció de la casa. El març del 1720, Josep Vehils va obtenir llicència per a fer-hi tres balcons (un al carrer de Montcada i els altres dos al carrer de Cremat) i de col·locar una gelosia en una finestra. El setembre del mateix any, Josep Vehils i Pau Gras establiren en emfiteusi al vidrier de llum Joan Canaleta la botiga del carrer de Montcada junt amb els pisos superiors (actual núm. 11), i l'any següent, Canaleta va obtenir llicència per a fer-hi un balcó i posar-hi uns aparadors a la porta. El 1721, Joan Vallescà va establir a Pau Gras la part de cases que quedava a la banda de mar del carrer Cremat, immediata a la segona volta sobre aquest. L'any següent, Josep Vehils i Pau Gras es van repartir la resta de les cases grans, quedant-se el primer amb la part septentrional que donava al carrer de Montcada (actual núm. 9), i el segon amb la casa dels carrers Cremat i de Montcada (actual núm. 13).
El 1760, Rosa Coch, vídua de Joan Canaleta, Margarida Font, vídua del seu fill Francesc Canaleta i Coch, també vidrier, i Francesc Canaleta i Archs, escrivent i fill del seu primer matrimoni amb Francesca Archs, van establir novament la finca al passamaner Pere Carreras, que el 1772 va demanar permís per a remuntar-hi dos pisos, el que va motivar la protesta del seu veí, el comerciant Pau Vicenç Gras i Soler, que no fou atesa. El 1789, aquest darrer va demanar permís per a remuntar la seva casa dels carrers de Montcada i Cremat i reformar-ne la façana, i novament el 1799 per a reformar el cos sobre la volta del carrer Cremat, aquest cop segons el projecte del mestre de cases Jaume Bosch.
El 1852, l'Ajuntament de Barcelona va expropiar al magatzemista de teixits Vicenç Vilaclara, propietari del núm. 9 del carrer de Montcada, una part de la seva casa al carrer de l'Esgrima per a l'obertura del carrer de la Princesa.

## Descripció
Les finques núms. 9 i 11 del carrer de Montcada consten de baixos, pis principal i tres pisos més. Als baixos hi ha dos portals de llinda de fusta i un central d'arc rebaixat. El de més a la dreta dona accés a un local comercial i a la porta de veïns del núm. 11. Al pis principal hi ha tres balcons amb barana de ferro i llosana de rajoles de cartabó, en blanc estannífer i verd. Al primer pis, hi ha un balcó ampitat i dos amb llosana, el central més petit i el de la dreta segueix el model dels del principal. Al segon pis hi ha una finestra bífora, acompanyada d'un balcó ampitat i un altre amb llosana de rajoles. El darrer pis presenta dues finestres i, al mig, un balcó ampitat idèntic al del segon pis. El coronament té una cornisa llisa. S'ha recuperat el parament carreuat, tot i que en part dels dos pisos superiors està estucat.